# 施特茨埃山
46°45′48.6″N 9°30′28.9″E / 46.763500°N 9.508028°E

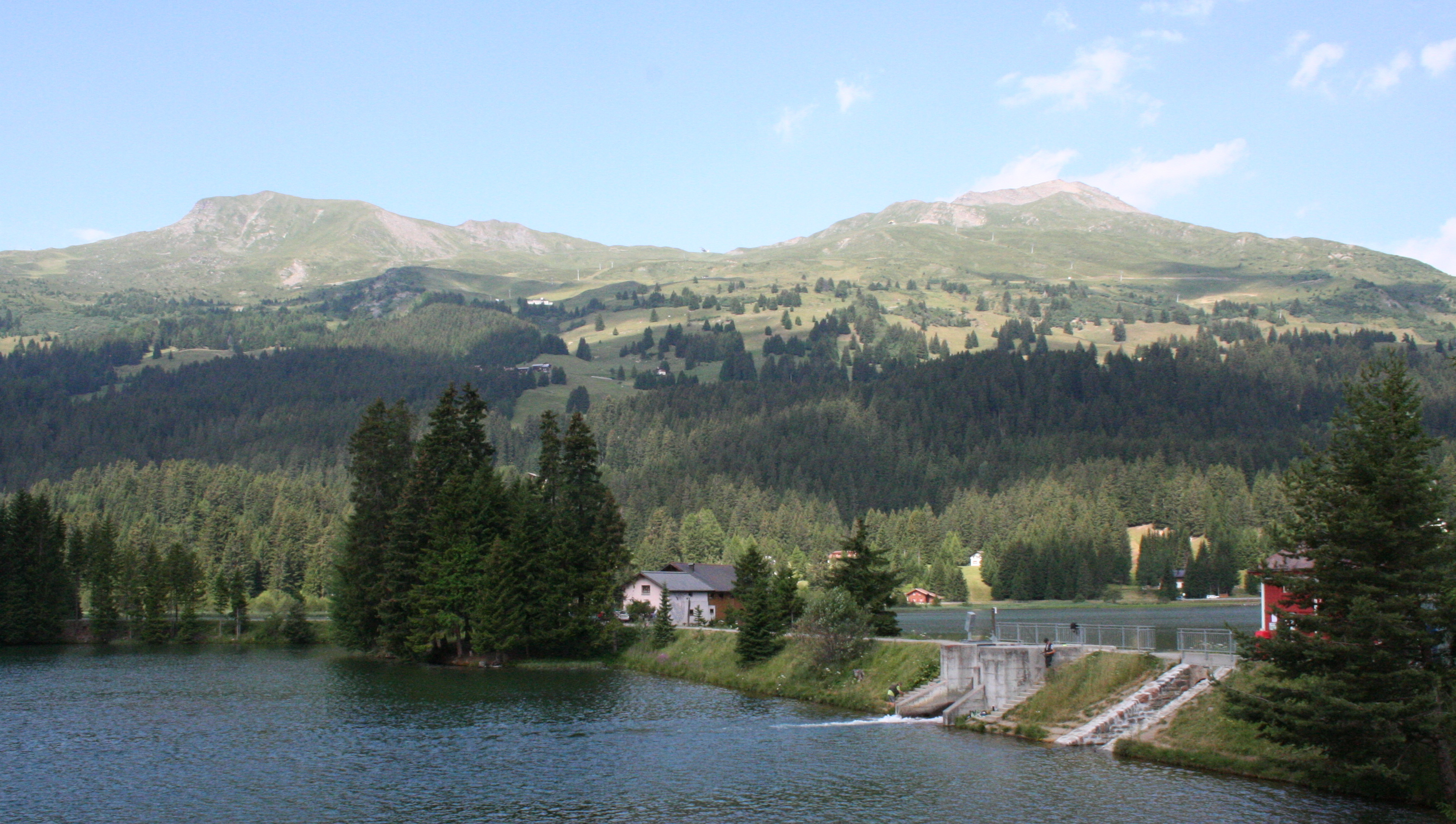

施特茨埃山（Stätzerhorn），是瑞士的山峰，位於該國東南部，由格勞賓登州負責管轄，屬於普萊蘇爾阿爾卑斯山脈的一部分，海拔高度2,575米，每年平均降雨量1,729毫米。